# Hendrik Ø
Hendrik Ø ist eine grönländische Insel im Nordost-Grönland-Nationalpark.

## Geografie
Hendrik Ø befindet sich zwischen dem Sankt George Fjord im Westen und dem Sherard Osborn Fjord im Osten, die beide in die Lincolnsee münden. Im Südwesten trennt der Hartz Sund die Insel von Warming Land und im Nordosten trennt sie der Saint Andrew Bugt von der Insel Castle Ø. Die langgestreckte, etwa 50 km lange Insel erstreckt sich von ihrem nördlichsten Punkt Dragon Point zunächst in südlicher, später in südöstlicher Richtung. Ihre maximale Breite beträgt 14,5 km, ihre Fläche je nach Angabe 583,2 km² oder 585,1 km². Hendrik Ø ist bis auf kleinere Eiskappen unvergletschert. Die größte dieser Eiskappen, Tungerne, liegt im Süden der Insel. Ihren höchsten Punkt hat sie im Nordosten, wo sie eine Höhe von 1070 m oder 1152 m erreicht.

## Geschichte
Entdeckt wurde Hendrik Ø von Lewis Beaumont (1847–1922), einem Offizier der von George Nares geleiteten britischen Arktisexpedition von 1875/76, der sie auf einer Schlittenexkursion entlang der Nordküste Grönlands betrat und am Dragon Point einen Inussuk errichtete. Beaumont bestieg einen nahen Berg, den er Mt. Windham Hornby nannte. Die Insel selbst ist nach dem Grönländer Hendrik Olsen (1884–1917) benannt, der als Teilnehmer an Knud Rasmussens 2. Thule-Expedition während der Jagd auf der Insel verschollen ist.